# トキハ本店

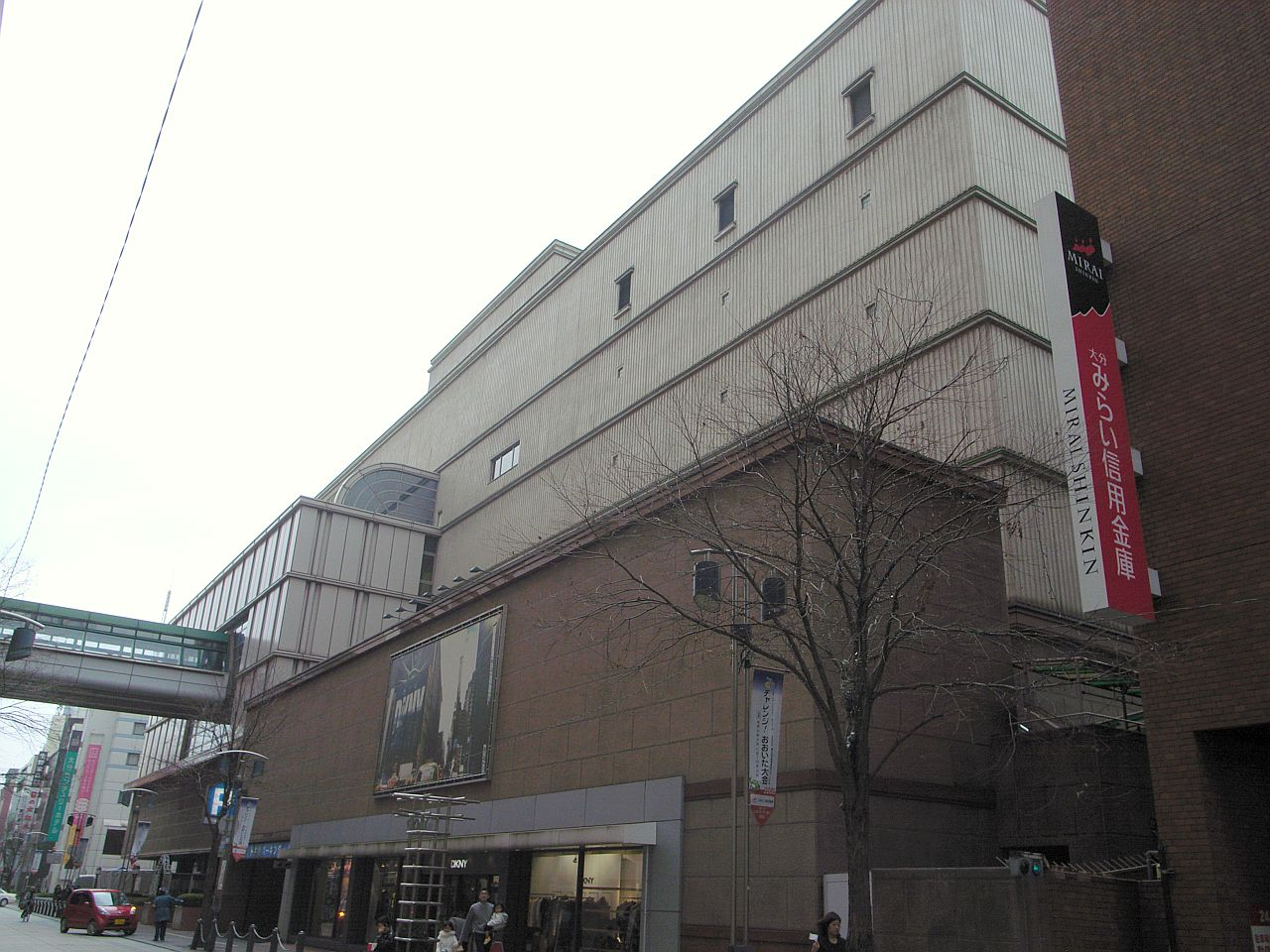
トキハ会館

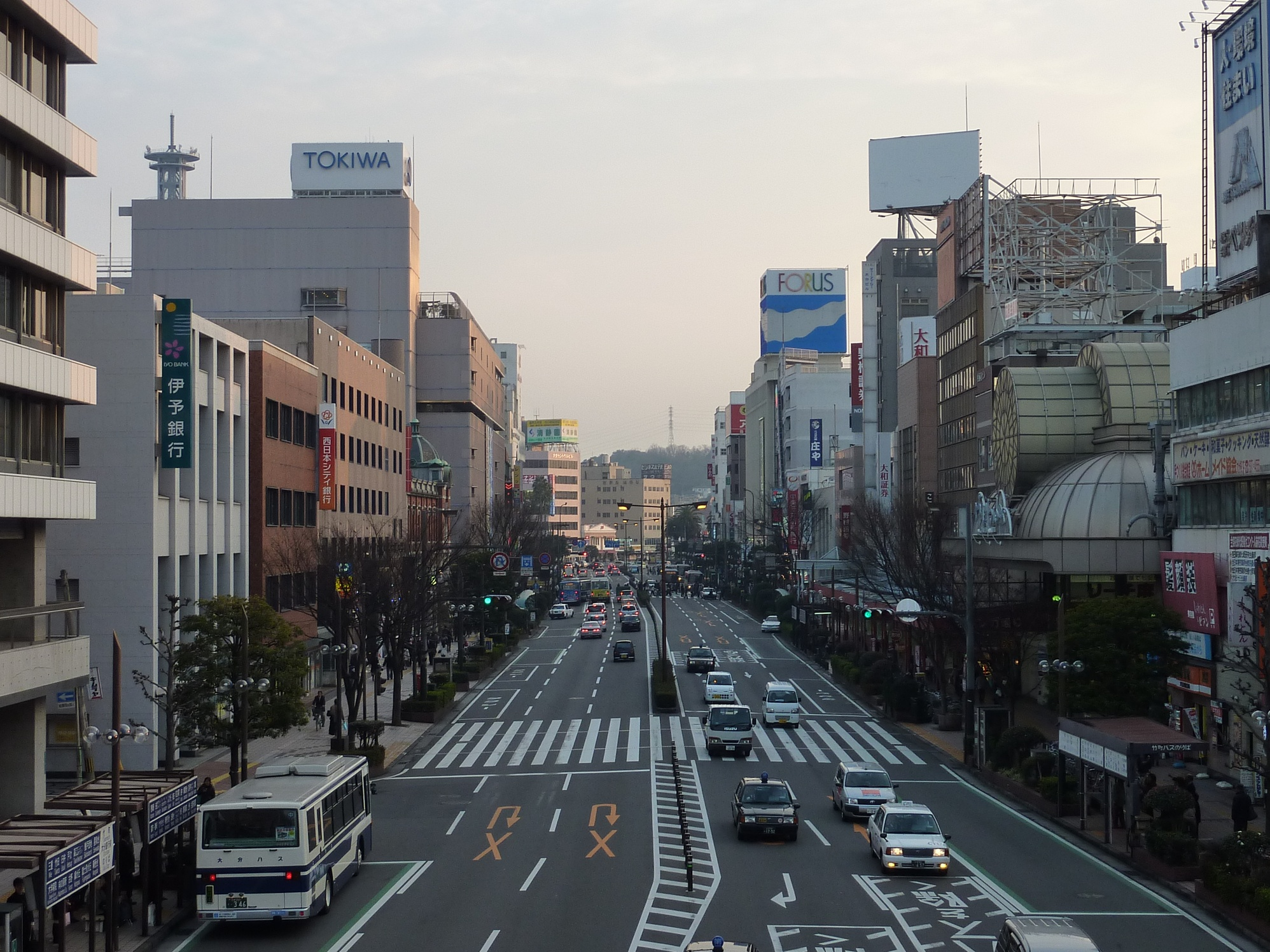
中央通り（北側から大分駅方向を見る）
トキハ本店は左手に位置する。

トキハ本店（ときわほんてん）は、大分県大分市にある、地場百貨店トキハの店舗（本店）である。

## 概要
大分駅を起点に南北に走る大分市のメインストリートである中央通り沿いに位置する。地上8階・地下2階の本館と、地上6階・地下2階のトキハ会館がふないサンサン通りを挟んで隣接している。このうち、本館部分、または、本館全体とトキハ会館1-4階の物販・飲食部門を合わせた部分がトキハ本店と呼ばれる。本館の売場面積は、約42,564m2。本店の年間売上高は329億2400万円（2013年度）。
トキハ本店は、1936年（昭和11年）4月1日に開店。1988年（昭和63年）10月8日に別府店が開店するまで、52年間にわたってトキハ唯一の店舗であった。また、1943年（昭和18年）9月に一丸デパートが廃業してから、2000年（平成12年）12月にトキハわさだタウンにトキハわさだ店が開店するまで、57年にわたって大分市内唯一の百貨店であった。このため単に「トキハ」と言えばこの店舗を指し、トキハ別府店が開店するまでは特に店名はなかった。しかし、別府店開店にともない大分店と呼ばれるようになり、同じ大分市内にわさだ店が開店した後は本店と呼ばれるようになった。
トキハ本店前の中央通り沿いには、大分バス本社前停留所の1-2番のりばがあって、本館の1階正面には大分バス総合案内所が設けられており、トキハ本店前は実質的に大分バスのバスターミナルとして機能している。

### ミュージックサイレン
屋上には、2022年時点で、トキハ本店を含め日本全国で3台しか稼働していない日本楽器製造(現ヤマハ)製のミュージックサイレンを設置し吹鳴している。高層ビルなどがまだ建っていなかった設置当時は、その音色は5km〜10kmまで到達しており、大分市の中心部をほぼカバー出来ていたが、都市化が進行し高層ビルなども立ち並んできていることから、音の到達範囲は狭まってきている。また、2号機を1975年に設置していることから老朽化も進行しているため、いつ故障してもおかしくない状態である。製造元のヤマハもサポートを終えており、余計にいつまでその音色が聞けるかがわからない。
このミュージックサイレンは、トキハ本店ミュージックサイレン管理担当者によると、1954年（昭和29年）に設置し、1970年（昭和45年）に店舗面積拡大に際して一号機の運用を終了した。1975年（昭和50年）に現在の建物に増床し、その記念として1954年のモデルと同じモデルを新たに屋上に設置した。曲目は、開店時間の午前10時に小田進吾作曲の｢朝｣、12時｢花嫁人形｣、閉店時間の19時に｢アニーローリー｣を現在でも演奏している。過去には、21時に｢ブラームスの子守唄｣と｢君が代｣が演奏されていた記録が残っているとのこと。つい最近まで、装置の老朽化のためか、「G4音」のシャッターが作動せず鳴っていなかったが、2022年6月頃に原因不明の復活をし、正確な曲目が奏でられるようになった。しかし、2022年11月頃からまたシャッターの動きが遅くなり、2023年3月現在では「G4音」のシャッターが作動しなくなり(気温や天候によっては作動する日もある)、「B♭4音」のシャッターの動きが遅くなっている事が確認されている。

## 沿革
- 1936年（昭和11年）
  - 3月 - 店舗竣工。鉄筋コンクリート構造4階建。
  - 4月 - 開店。
- 1937年（昭和12年）4月 - 増築工事完成。5階建、1,200坪余となる[3]。
- 1945年（昭和20年）
  - 3月 - 1-2階が接収され、1階が大分郵便局、2階が大分電信電話局となる[4]。
  - 7月 - 大分空襲により5階を焼失、3-4階で営業継続。
- 1949年（昭和24年）3月 - 全館での営業再開。
- 1954年（昭和29年）5月 - 増築工事竣工。大分バス本社及びバスターミナルを併設[3]。地階に映画館「トキハ地下映画劇場」[5]が設けられた（1968年頃まで）。屋上に日本楽器製造製ミュージックサイレンを設置。
- 1956年（昭和31年）11月 - 増築工事竣工。文化ホール、ギャラリーを増設[3]。
- 1959年（昭和34年）12月 - 増築工事竣工。冷房設置開始。
- 1970年（昭和45年）2月 - 大規模増築工事竣工。店舗面積が2倍になる。店舗拡大に際して、ミュージックサイレンの1号機の運用終了。
- 1975年（昭和50年）10月 - 大規模増築工事竣工。現在の本館の規模となり、当時、西日本（神戸以西）最大であった[3]。現在の本館の規模になってから、1954年当時のミュージックサイレンと搭載音階が全く同じのミュージックサイレンを新たに屋上へ設置。これが、現在運用されている2号機に当たる[2][6]
- 1985年（昭和60年）10月 - トキハ会館開業[3]。本館改装。
- 1988年（昭和63年）10月 - トキハ別府店開店に伴い、大分店と呼ばれるようになる。
- 1995年（平成7年）3月 - トキハ会館1階を改装。
- 2000年（平成12年）12月 - トキハわさだ店開店に伴い、本店と呼ばれるようになる。
- 2003年（平成15年）3月 -  トキハ会館2階催し場を改装。1-2階部分を「Twinkle City」とする。
- 2005年（平成17年）10月 - 本店改装。地下2階に「街の駅トキハ」新設。
- 2008年（平成20年） - 屋上プレイランド（遊園地）閉園[7]。
- 2009年（平成21年）3月 - 本店1階正面（大分バス総合案内所を含む）を改装[8]。
- 2013年（平成25年）11月 - 2014年度に予定する大規模改装計画が明らかになる。2015年春に予定されているJR大分駅ビルの開業をにらみ、地下2階から6階（4階を除く）をリニューアルし、商品別に構成している売場をコンセプト別展開や家族連れ向けの滞在型に転換。同時に改装するわさだタウンとの合計での投資額は15億-20億円を予定[9]。
- 2014年（平成26年）
  - 7月19日 - 大規模改装の一部としてティファニーを移転リニューアルオープン[10]。
  - 10月23日 - 大規模改装完了[11]。
- 2016年（平成28年）11月18日 - 13時40分頃に地下1階で火災が発生して約200m2に煙が充満。客・従業員約1,800人が屋外に避難し、従業員2人が煙を吸って病院に運ばれた。トキハ本店とトキハ会館は営業を中止。火災は15時頃に消火した[12]。
- 2019年（平成31年/令和元年）
  - 1月31日 - ルイ・ヴィトン閉店。
  - 5月4日 - ルイヴィトン跡に九州最大級の店舗面積（約340平方メートル）を有するスターバックスコーヒーが開店[13]。

## フロア構成
トキハ本店
| 階      | フロア概要 |
| ------- | --- |
| 屋上    | ビアガーデン（天空物語）※夏期のみ営業                                                                          |
| 8階     | 催し場（北・中央・南）                                                                                         |
| 7階     | 呉服 宝石 時計 美術 婦人服エレガンスミセス ファミリーレストラン                                                |
| 6階     | 子供服 趣味雑貨 書籍 カフェドクリエ                                                                            |
| 5階     | リビング雑貨 総合ギフトサロン                                                                                  |
| 4階     | 紳士服 紳士雑貨 ゴルフ 好日山荘                                                                                |
| 3階     | 婦人服 ミッシー&ミセス                                                                                         |
| 2階     | 婦人服 ヤング&キャリア スターバックスコーヒー                                                                  |
| 1階     | 化粧品 婦人雑貨 インターナショナルブティック グッチ、コーチ、サルバトーレ・フェラガモ、 スターバックスコーヒー |
| 地下1階 | 食品 薬局 |
| 地下2階 | 大分ふるさとの味 健康食品                                                                                      |

トキハ会館
| 階  | フロア概要 |
| --- | --- |
| 6階 | 婚礼 特別室 |
| 5階 | 婚礼 特別室 |
| 4階 | グルメ街 特別室 本館連絡通路 |
| 3階 | グルメ街 双葉会 ブライダルサロン |
| 2階 | トゥインクルシティ Afternoon Tea LIVING、パーリーゲイツ、オンフルール、ネイルクイック、TCB東京中央美容外科 大分院、ピラティスK(2025.7.30 OPEN)                                                 |
| 1階 | トゥインクルシティ agnès b、マーガレットハウエル（レディース）ANAYI、Herve chapellier、プロポーションスペース、Afternoon Tea TEAROOM、グラスインデクション、インフォメーション、たばこセンター |